# GAIS
Göteborg Atlet- och Idrottssällskap er en svensk fodboldklub fra Göteborg, der spiller i den svenske række, Allsvenskan. Klubben har vundet det svenske mesterskab fire gange, senest i 1954. 
GAIS er en af de ældste klubber i Sverige og var blandt de klubber, der grundlagde den bedste svenske liga, Fotbollsallsvenskan. GIAS har spillet 49 sæsoner i Allsvenskan, men i perioden mellem 1976 og 2005 nåede klubben alene at spille seks sæsoner i den bedste liga og samtidig seks sæsoner i den tredjebedste liga, hvilket gav klubben et ry som Sveriges elevatorklub, der konstant rykkede op og ned. Det lykkedes træner Roland Nilsson i 2005 at bringe klubben tilbage i Allsvenskan, hvor klubben spillede indtil 2012, hvor den igen rykkede ned i Superettan. 

## Danske spillere
Ingen

## Kendte spillere
- Roland Nilsson